# (…)-tavanna
(…)-tavanna (ékírással 𒊩×××𒋫𒉿𒀭𒈾𒀸, f[…]-ta-wa-an-na-aš, i. e. 15. század) Ammunasz hettita király felesége, a Hettita Birodalom királynéja. Nevének részlete a töredékesen fennmaradt CTH#18-ban (Ammunasz krónikái) maradt fenn. Valószínűleg az olvasható név nem a saját neve, hanem Tavannannára utaló felvett név (egyfajta királynői és papnői cím), így saját neve ismeretlen.
Legalább nyolc fiúgyermeke született, akikből háromnak ismert a neve: Huccijasz, Tittijasz és Hantilisz. Minden gyermeke gyilkosság áldozata lett. Férje apagyilkosság révén jutott trónra. A későbbiekben valószínűleg veszélyben érezte magát saját gyermekeitől, így az egyikük segítségével meggyilkoltatta első- és másodszülött fiát, további ötöt száműzött. Végül ez a fia, Huccijasz követte a trónon, nem tudni, milyen módon.
(…)-tavanna sorsa ismeretlen.